# Franco de Rosa
Francisco Paulo Amaral de Rosa, mais conhecido como Franco de Rosa (Água Rasa, São Paulo, 2 de janeiro de 1956), é um jornalista, editor e quadrinista brasileiro. 

## Biografia
Aos 15 anos, produziu o fanzine FRAMA, ao lado de Matheus, um colega da escola. Começou sua carreira em 1974, publicando as tiras Chucrutz e o cangaceiro Capitão Caatinga, esse último  publicado no extinto Notícias Populares. Em 1979, produziu histórias do Zorro e colaborou com a revista de humor Klik (editada por Wagner Augusto), ambas pela EBAL. A partir dos anos 1980, começou a fazer ilustrações para a Folha da Tarde, onde produziu a tira Caras e Caretas (também publicada no fanzine Rabo de Peixe de Worney Almeida de Souza) e revistas. Na editora Grafipar, produziu quadrinhos eróticos, onde publicou Zamor, o selvagem, ilustrado por Watson Portela, Mozart Couto  e Gustavo Machado, a série contava a história de guerreiro usando uma faca tecnológica na América do Sul pré-histórica,  época em que existiria o lendário continente Atlântida. e Ultraboy, história em estilo mangá inspirado no herói japonês Ultraman.
Com o fim da Grafipar, fundou em 1984, ao lado de Paulo Paiva, a editora Maciota, também conhecida como Press, onde voltou a produzir quadrinhos do Zorro e Close, inspirada na modelo transexual Roberta Close.
Ainda em 1984, ao lado de Gualberto Costa, Jal e Worney Almeida de Souza, ajudou a fundar a Associação dos Quadrinhistas e Caricaturistas do Estado de São Paulo (AQC - ESP), responsável pelo Prêmio Angelo Agostini EM 1985, publicou o fanzine Quadrimania, trazendo uma seleção de artigos da coluna de mesmo nome publicada no jornal Folha da Tarde.
Após o fim da Maciota/Press, ilustrou o cowboy espacial Bravestarr da Filmation para a Abril Jovem e passou a atuar na Nova Sampa, onde produziu revistas de atividades da franquia de anime e mangá Os Cavaleiros do Zodíaco. Em 1987, tornou-se colunista de quadrinhos, começando a escrever regularmente sobre o assunto.  Em 1997, foi um dos fundadores da Editora Mythos, ao lado de Dorival Vitor Lopes e Hélcio de Carvalho, onde publicou Oscarzinho, versão infantil do ex-jogador de basquete Oscar Schmidt. Em 1998, ao lado de Carlos Mann (dono da gibiteria Comix Book Shop), fundou o estúdio o Opera Graphica, que prestava serviços para a Editora Escala e mais tarde se tornaria uma editora.
Em 2002, publicou a personagem Ginah na revista Brakan – O Vingador da Opera Graphica, revista que publicava a série do gênero espada e feitiçaria Brakan de Júlio Emílio Braz (roteiros) e Mozart Couto (desenhos).
Em 2003, propôs à King Features Syndicate um projeto de uma revista licenciada do Fantasma em estilo mangá. O projeto não foi aceito pelo syndicate. A Opera Graphica e a Editora Minuano publicaram Fantagor, uma revista no formato de bolso (semelhante aos mangás Editora JBC), com roteiros e arte de Pierre Viegas.  Os nomes dos personagens lembram o do universo do Fantasma, em 2009, a editora Oper Graphica foi encerrada, no ano seguinte, Rosa cria a Editorial Kalaco. Ainda em 2010, roteirizou um álbum sobre o médium Chico Xavier, ilustrado por Rodolfo Zalla e publicado pela Ediouro
Como freelancer, criou o projeto de Didi & Lili - Geração Mangá, baseada no personagem de mesmo nome do humorista Renato Aragão e sua filha, a atriz Lívian Aragão, publicado em 2010 pela Editora Escala, pelo seu estúdio Free, a Editora Minuano publicou em 2013, o livro ilustrado escrito por Ataíde Braz com capa de Arthur Garcia e arte interna de Mozart Couto, publicado pela Editora Minuano.
Em 2018, foi lançada uma nova HQ de Ultraboy, desenhada por Maurilio DNA e lançada na Comic Con Experience.
Em 2019, publica pela editora Melhoramentos adaptações de quadrinhos de romances brasileiros: Triste Fim de Policarpo Quaresma de Lima Barreto, ilustrada por ele, com roteiro de Gonçalo Júnior e O Alienista de Machado de Assis, roteirizada por e ilustrada por Arthur Garcia. Em dezembro de 2020, a Editora Universo Fantástico lançou uma campanha de financiamento coletivo no Catarse para publicar um álbum de Zamor, o selvagem. Em novembro de 2024, a Tábula Editora lança uma campanha de financiamento coletivo uma nova publicação de Ultraboy, trazendo as histórias publicadas anteriormente e novas histórias com roteiros de Franco e Alexandre Nagado e artes de Arthur Garcia, Toninho Lima e arte-final de Omar Viñole.